# Parapsilorhynchus
Parapsilorhynchus es un género de peces de la familia Cyprinidae y de la orden de los Cypriniformes. 

## Especies
El género tiene cuatro especies reconocidas:
- Parapsilorhynchus discophorus Hora, 1921
- Parapsilorhynchus elongatus D. F. Singh, 1994
- Parapsilorhynchus prateri Hora & Misra, 1938
- Parapsilorhynchus tentaculatus (Annandale, 1919)